# Großsteingrab Avderød 7
Das Großsteingrab Avderød 7 (früher Auderød) war eine megalithische Grabanlage der jungsteinzeitlichen Nordgruppe der Trichterbecherkultur im Kirchspiel Karlebo in der dänischen Kommune Fredensborg. Es wurde im 19. Jahrhundert zerstört.

## Lage
Das Grab lag östlich von Avderød direkt südlich des Avderødvej auf einem Feld. In der näheren Umgebung gibt bzw. gab es zahlreiche weitere megalithische Grabanlagen.

## Forschungsgeschichte
Die Existenz des Grabes ist nur durch eine Signatur auf einer 1807 angefertigten Karte bezeugt. 2019 wurde das Grab vom Museum Nordsjælland registriert und in die Datenbank Fund og Fortidsminder des dänischen Kulturministeriums aufgenommen.

## Beschreibung
Die Anlage besaß gemäß Kartensignatur vermutlich eine nordost-südwestlich orientierte längliche Hügelschüttung unbekannter Größe. Über die Grabkammer(n) ist nichts bekannt.